# Saint-Cyprien (Quebec)
| Saint-Cyprien                 |                       |
| Coordenadas: 46°21' N 70°16'W |                       |
| Província                     | Quebec                |
| Região administrativa         | Chaudière-Appalaches  |
| Incorporado em                | 22 de fevereiro 1918  |
| Prefeito                      | Ronald Gosselin       |
| Código postal                 | G0R 1B0               |
|                               |                       |
| Área                          |                       |
| - Cidade                      | 92,82 km², 35,8 mi²   |
| Fuso horário                  | UTC -5                |
| População (2006)              |                       |
| - Cidade                      | 576                   |
| - Densidade                   | 6 hab/km², 16 hab/mi² |

Saint-Cyprien é uma freguesia canadense do conselho municipal regional de Les Etchemins, Quebec, localizado na região administrativa de Chaudière-Appalaches. Em sua área de pouco mais de 90 km², habitam cerca de quinhentas pessoas.